# 九州鉄道17形電車
九州鉄道17形電車（きゅうしゅうてつどう17がたでんしゃ）は、西日本鉄道（西鉄）の前身事業者の一つである九州鉄道が、1936年（昭和11年）に新製した電車である。

## 車両概説
1936年（昭和11年）に日本車輌製造において制御電動車モ17 - 20の4両が新製された。1形の増備としての意味合いが強く、1形と混用することを前提に製造されたため、車両番号は1形1 - 16の続番が付与された。西日本鉄道成立後に実施された1945年の車番再編に際して、モ10形11 - 14となった。
車体は1形が木造であったのに対して、本形式が製造された時期は既に木造車が新規に製造される時代ではなく、半鋼製車体となっている。車体長さや扉配置は1形とほぼ同一で、15m級車体、両端と中間に扉を配した片側3扉の構造である。窓は一段下降窓で、座席はロングシートである。台車は日車D-16で、主電動機の出力は82kWに向上している。

## 運用
製造当初は単行でも使用されていたが、1941年（昭和16年）以降の大牟田線において常時2両以上での運転を開始したため、10形と木造車体の制御車ク50形51 - 54を1両ずつ組み合わせ、2両固定編成を組成した。1944年（昭和19年）からは、輸送需要の逼迫に伴い中間車を組み込み、1M2Tの3両で運転されている。
1951年（昭和26年）に3両編成での運行を実施するため、モ10形2両とク50形1両で組成された3両固定編成に組み替えられた。
| ← 大牟田西鉄福岡・太宰府 → |    |    |
| cM                         | M  | Tc |
| 11                         | 12 | 52 |
| 13                         | 14 | 51 |

- c：運転台、M：電動車、T：動力なし制御車（以下同じ）

この固定編成化によりモ11・13は福岡側の運転台を撤去して片運転台仕様に、モ12・14は両側の運転台を撤去して中間電動車にそれぞれ改造され、連結面となる妻面には貫通路が新設された。
1959年（昭和34年）には50形が鋼体化改造の対象となったため、100形のうちカルダン駆動方式の実用試験車であった103編成（モ103-モ106-ク156）を編成解除して捻出した制御車ク150形154（2代、モ106を制御車化）・156と新たに編成を組成した。
| ← 大牟田西鉄福岡・太宰府 → |    |         |
| cM                         | M  | Tc      |
| 11                         | 12 | 154(II) |
| 13                         | 14 | 156     |

その後、大牟田線に600形の新製投入が進められた事から余剰となり、モ13・14は1962年（昭和37年）9月に、モ11・12は1967年（昭和42年）10月にそれぞれ宮地岳線に転出した。宮地岳線ではモ13・14・11・12 → モ20形21 - 24に改番され、台車交換、両運転台化改造、中間扉の撤去による2扉化を実施したうえで運用されたが、300形や313形の転入により、モ21・22は1979年（昭和54年）2月23日付、モ23・24は1980年（昭和55年）10月7日付でそれぞれ廃車となった。